# Starry Night
Starry Night es un álbum de 1990 de Julio Iglesias, contiene versiones de canciones populares de los años 50, 60 y 70 de Albert Hammond,Elvis Presley and Nat King Cole

## Lista de Pistas
| N.º | Título                          | Escritor(es)                                     | Duración |  |
| 1.  | «Can't Help Falling in Love»    | George David Weiss, Hugo Peretti, Luigi Creatore | 3:21     |  |
| 2.  | «And I Love Her»                | John Lennon, Paul McCartney                      | 3:15     |  |
| 3.  | «Mona Lisa»                     | Jay Livingston, Ray Evans                        | 3:59     |  |
| 4.  | «Cryin' Time»                   | Buck Owens                                       | 3:31     |  |
| 5.  | «Yesterday When I Was Young»    | Charles Aznavour, Herbert Kretzmer               | 3:13     |  |
| 6.  | «When I Need You»               | Albert Hammond, Carole Bayer Sager               | 4:19     |  |
| 7.  | «99 Miles from L.A.»            | Albert Hammond, Hal David                        | 4:10     |  |
| 8.  | «Vincent (Starry Starry Night)» | Don McLean                                       | 4:19     |  |
| 9.  | «If You Go Away»                | Jacques Brel, Rod McKuen                         | 3:35     |  |
| 10. | «Love Has Been a Friend to Me»  | Albert Hammond, John Bettis                      | 3:24     |  |